# Andrea Salinas
Andrea Rose Salinas (Pleasant Hill, 6 dicembre 1969) è una politica statunitense, membro della Camera dei Rappresentanti per lo stato dell'Oregon dal 2023.

## Biografia
Figlia di immigrati messicani, Andrea Salinas nacque in California e studiò presso l'Università della California - Berkeley. Lavorò come assistente legislativa dei politici Harry Reid, Pete Stark e Darlene Hooley. Operò come direttore legislativo dell'Oregon Environmental Council, ebbe uno studio di consulenza e fu vicepresidente della sezione dell'Oregon di Strategies 360, una società di consulenza politica.
Nel 2017 fu nominata per un seggio alla Camera dei rappresentanti dell'Oregon, in seguito alle dimissioni di una collega divenuta magistrato. Venne rieletta nel 2018 e nel 2020, prestando servizio come whip di maggioranza dal 2021.
Nel 2022 si candidò alla Camera dei Rappresentanti, per un distretto congressuale di nuova creazione. Dopo aver vinto le primarie del Partito Democratico, affrontò nelle elezioni generali il repubblicano Mike Erickson e riuscì a sconfiggerlo di misura, divenendo così deputata. In quella tornata elettorale Andrea Salinas e la repubblicana Lori Chavez-DeRemer divennero le prime deputate ispaniche elette al Congresso dallo stato dell'Oregon.